# Sabrina (cantante)
Sabrina, pseudonimo di Maria Teresa Villa-Lobos (Setúbal, 30 marzo 1982), è una cantante portoghese.
Ha rappresentato il Portogallo all'Eurovision Song Contest 2007 dopo aver vinto il Festival da Canção. Nella gara canora svoltasi a Helsinki ha presentato il brano Dança Comigo (vem ser feliz), ma non si è qualificata alla finale.